# Ґінтаутас Палюцкас
Ґінтаутас Палюцкас (лит. Gintautas Paluckas,[ˈɡʲɪntˠɐʊtˠɐs pˠɐˈlˠʊtskˠɐs]; нар. 19 серпня 1979) — прем'єр-міністр Литви з 12 грудня 2024 року. У листопаді 2024 року він був призначений 18-м прем'єр-міністром Литви, змінивши на цій посаді Інгріду Шимоніте. Палюцкас обіймав посаду заступника мера Вільнюса з 2015 по 2019 роки, а згодом став лідером Литовської соціал-демократичної партії (ЛСДП) з 2017 по 2021 рік. Він очолював свою партію на парламентських виборах 2020 року, забезпечивши собі місце в Сеймі.
На парламентських виборах у Литві 2024 року Палюцкас балотувався в одномандатному виборчому окрузі Утена, але посів третє місце, втративши місце в окрузі. Незважаючи на це, ЛСДП виграла загальні вибори, і Палюцкас забезпечив собі місце в Сеймі через пропорційний список партії. Згодом він був висунутий і затверджений прем'єр-міністром Литви.
Кандидатура Палюцкаса на посаду прем'єр-міністра викликала суперечки через включення до правлячої коаліції партії «Зоря Німану». Лідер цієї партії Ремігіюс Жемаітайтіс зазнав масштабної критики за нібито антисемітські заяви, що викликало засудження з боку правозахисних організацій і єврейської громади Литви. Незважаючи на ці проблеми, коаліція була сформована, і Палюцкас наголосив на важливості збереження стабільного уряду.
Деякі члени Соціал-демократичної партії невдоволені керівництвом Палюцкаса. Підписант Акту про незалежність Пятрас Вайтекунас розкритикував дії Палюцкаса, припустивши, що вони можуть послабити національну безпеку Литви. Він припускав, що багато соціал-демократів не підтримають його кандидатуру на посаду прем'єр-міністра.
Ці інциденти сприяли неоднозначному сприйняттю Ґінтаутаса Палюцкаса серед громадськості, підкреслюючи, пов'язані з ним суперечки та скандали.

## Освіта
Ґінтаутас Палюцкас народився 19 серпня 1979 року в Паневежисі. Його батько працював інженером, а мати економістом. У 1997 році Палюцкас закінчив Паневежську гімназію Й. Бальчіконіса. З 2000 по 2001 рік вивчав англійську мову в мовній школі в Лондоні. У 2003 році він закінчив факультет математики та інформатики Вільнюського університету, а в 2004 році — Міжнародну бізнес-школу. Починаючи з цього року, він навчався на юридичному факультеті Вільнюського університету.

## Політична кар'єра
На короткий період у молодості Палюцкас вважав себе консерватором і належав до Ліги молодих консерваторів, молодіжного крила Союзу Вітчизни. З 2003 року він був членом Литовської соціал-демократичної партії (ЛСДП).
З 2003 по 2005 рік він обіймав посаду головного спеціаліста в установі соціального страхування Литви (Sodra). Починаючи з 2005 року він працював помічником члена Європейського парламенту Юстаса Палецкіса. З 2007 по 2009 рік був директором адміністрації муніципалітету Вільнюса.
З 2013 року Палюцкас був відповідальним секретарем Соціал-демократичної партії Литви, членом ради та правління ЛСДП.
З 2015 по 2019 рік Палюцкас обіймав посаду заступника мера Вільнюса. Під час піку європейської мігрантської кризи 2015 року він запропонував місту розглянути можливість створення арабомовних груп дитячих садків для розміщення прибулих біженців.

### На чолі Соціал-демократичної партії
У 2017 році Палюцкас переміг на виборах лідера Соціал-демократичної партії Литви, перемігши у другому турі тодішнього міністра економіки Міндаугаса Сінкявічюса. Під час виборів член партії Аркадіюс Вінокурас повідомив про свої підозри у фальсифікації виборів у Пасвалисі, Акмене, Вілкавішкісі та Расейняй. Виборчий штаб Міндаугаса Сінкявічюса подав скаргу на голосування через порушення в партійній секції Molėtai. Спостерігач на виборах скаржився на систематичні порушення, які дозволяли іншим людям голосувати за відсутніх партійців. Вони вимагали скасування деяких результатів.
Після виборів керівництва [[[Соціал-демократична партія Литви|ЛСДП]] вирішила вийти з правлячої коаліції шляхом опитування всіх її членів. У результаті рішення більшість членів Сейму ЛСДП залишили партію, щоб сформувати нову Соціал-демократичну робітничу партію Литви (ЛСДП) і залишитися у правлячій коаліції. За словами колишнього лідера партії та прем'єр-міністра Литви Альгірдаса Буткявічюса, Палюцкас почав розділяти своїх та іноземних членів, а потім розколов партію та стежив за тими, хто підтримував його партійного конкурента Міндаугаса Сінкявічюса на виборах лідера партії.
Палюцкас був переобраний лідером партії в 2019 році.
У 2019 році Палюцкас балотувався на проміжних парламентських виборах у Жирмунайському виборчому окрузі Вільнюса. Це місце в парламенті займала Аушра Малдейкене, але воно було звільнене після її обрання до Європейського парламенту. Пауле Кузьміцкене виграла з 52,03 % голосів у порівнянні з 46,98 % голосів Палюцкаса. Палюцкас пояснив свою втрату низькою явкою виборців

### Парламентські вибори в Литві 2020 року
У 2020 році Палюцкас був обраний до парламенту Литви як лідер партії. Він посів друге місце в одномандатному виборчому окрузі Утена після перерахунку голосів через те, що отримав рівно стільки ж голосів, скільки його опонент у початковому підрахунку. Тим не менш, Палюцкас отримав місце в загальнонаціональному виборчому окрузі, використовуючи пропорційне представництво. Однак після парламентських виборів 2020 року, на яких ЛСДП скоротила кількість місць — із сімнадцяти до тринадцяти, — Палюцкасу поставили під сумнів ефективність партії. Він також зіткнувся з критикою через своє рішення підтримати кандидатів від Союзу литовських фермерів і зелених у другому турі виборів. Пізніше він заявив про свою готовність взяти участь у виборах керівництва ЛСДП 2021 року.

### Відставка
22 січня 2021 року Палюцкас подав у відставку з посади лідера Литовської соціал-демократичної партії (ЛСДП), у відповідь на оцінку ради партії, що результати парламентських виборів у Литві 2020 року були незадовільними та що його керівництво не відповідало очікуваним стандартам.

### Парламентські вибори в Литві 2024 року
Палюцкас, як заступник лідера Литовської соціал-демократичної партії (ЛСДП), брав участь у виборах до парламенту Литви 2024 року. Він посів третє місце в одномандатному виборчому окрузі Утена, а Палюцкас отримав місце в Сеймі через пропорційну систему представництва, спираючись на свою позицію в списку кандидатів ЛСДП.

### Кандидат прем'єр-міністра Литви
30 жовтня 2024 року Вілія Блінкявічюте, лідер Соціал-демократичної партії, оголосила на прес-конференції, що не буде кандидатом від партії на пост прем'єр-міністра. Блінкявічюте повідомила, що президія партії вирішила запропонувати Палюцкаса кандидатом на посаду прем'єр-міністра Литви.
Під час кампанії Блінкявічюте заявляла про свою зацікавленість у тому, щоб стати прем'єр-міністром, якщо її партія досягне успіху. Однак на прес-конференції вона назвала особисті міркування, зокрема вік і стан здоров'я, факторами, які вплинули на її рішення відмовитися від ролі. Вона підтвердила свій намір завершити свій термін повноважень депутата Європейського парламенту, який триває до 2029 року.
Президія Соціал-демократичної партії одноголосно ухвалила висунути Палюцкаса. За словами Блінкявічюте, Палюцкас був обраний через його великий досвід як у місцевому врядуванні, так і в національній політиці. Крім того, зазначалося, що Палюцкас отримав значну підтримку населення — за нього проголосували 60 тисяч жителів Литви. Згідно з офіційними даними виборів, Палюцкас отримав 58 827 голосів на першому місці, що поставило його на друге місце в партійному списку після Блінкявічюте, яка лідирувала з 91 526 голосами, і попереду Юозас Олекаса, який посів третє місце з 48 470 голосами.
Під час цієї ж прес-конференції Палюцкас заявив про намір продовжити консультації щодо формування лівоцентристської коаліції. Він підтвердив плани продовжити обговорення з політичними групами, які раніше були звільнені Блінкявічюте, включно з націоналістичною партією «Зоря Німана».
Президент Ґітанас Науседа підтвердив, що його заздалегідь поінформували про рішення Блінкявічуте не висувати свою кандидатуру. Науседа також підтвердив, що йому відомі обставини, які можуть перешкодити Блінкявічюте займати посаду прем'єр-міністра. Науседа відмовився назвати ці обставини, заявивши, що це було б неетично.
Окрім політичної кар'єри, Ґінтаутас Палюцкас бере активну участь у різноманітних соціальних та громадських ініціативах. Він відстоював питання, пов'язані з освітою, соціальним забезпеченням і екологічною стійкістю. Палюцкас також був активним прихильником цифрових інновацій і модернізації державних служб заради підвищення ефективності та доступності для всіх громадян. Його зусилля щодо сприяння прозорості та підзвітності державного управління принесли йому визнання як на місцевому, так і на міжнародному рівнях.

### Погляд опозиції
31 жовтня прем'єр-міністр Інґріда Шимоніте заявила, що Палюцкасу бракує достатнього досвіду роботи у виконавчій владі. Крім того, Шимоніте зазначила, що Палюцкас має обмежений досвід, здебільшого набутий під час роботи в адміністрації міста Вільнюс. Вона також підкреслила, що Палюцкас засуджений за зловживання службовим становищем. 30 жовтня спікер Сейму Вікторія Чміліте-Нільсен висловила, що рішення про призначення Блінкявічюте є неприйнятним, оскільки воно підриває довіру до зобов'язань, взятих під час виборчої кампанії.

### Погляди коаліції
Лінас Кукурайтіс, який представляє Союз демократів «За Литву», відзначив Палюцкаса за його професіоналізм і відданість політичному діалогу, а також за його зв'язки з неурядовими організаціями та профспілками Литви. Палюцкаса також похвалив Ремігіюс Мотузас, виступаючи від Соціал-демократичної партії Литви, заявив що «своєю наполегливою роботою в Сеймі протягом останнього парламентського терміну він чітко продемонстрував, що навіть в опозиції можна зробити багато речей і реалізувати власні пріоритети».
21 листопада Сейм запропонував Палюцкаса прем'єр-міністром 88 голосами «за» — усі депутати коаліції, а також Артурас Зуокас і Віталіюс Шершніовас.

## Скандали
7 грудня 2010 року Перший окружний суд міста Вільнюса визнав Палюцкаса винним у зловживанні службовим становищем і засудив його до двох років позбавлення волі з відстрочкою на один рік із забороною залишати місце проживання більше семи днів. без згоди установи, яка здійснює нагляд за призупиненням виконання покарання. Суд визнав, що Палюцкас зловживав службовим становищем під час публічного тендеру на послуги знищення гризунів у Вільнюсі. Палюцкаса зобов'язали сплатити муніципалітету міста Вільнюс понад п'ятдесят сім тисяч литів.
У 2012 році вирок Першого окружного суду міста Вільнюс був залишений без змін остаточним і таким, що не підлягає оскарженню, рішенням Верховного суду Литви Першого окружного суду міста Вільнюса: Палюцкас був визнаний винним у зловживанні службовим становищем у непрозорій тендер на державну закупівлю.
У лютому 2018 року Центральна виборча комісія розслідувала заяви про те, що брат Ґінтаутаса Палюцкаса Данас, який тоді працював у міській раді Паланги, був засуджений за злочин в Італії в 2006 році, але не заявив про цей факт, коли балотувався на посаду. В результаті Данас Палуцкас був позбавлений повноважень, але заперечував будь-які правопорушення. Пізніше у 2018 році Департамент державної безпеки Литви виявив, що бізнес-група MG Baltic сфабрикувала історію про Італію як дезінформацію, щоб очорнити Ґінтаутаса Палюцкаса через асоціацію, нібито через те, що компанія була незадоволена його керівництвом ЛСДП.
У жовтні 2024 року розслідування, проведене Лінасом Єгелявічюсом для регіональної газети Palangos tiltas, виявило, що член міської ради Паланги Світлана Тучке обіймала посаду помічника Сейму двох різних членів литовського парламенту: Ґінтаутаса Палюцкаса та Томаса Бічюнаса. З листопада 2020 року по січень 2021 року помічником Палюцкаса з навантаженням 125 % працювала однодумка по Соціал-демократичній партії Тучке. З січня 2021 року Тучке працювала повний робочий день у Палюцкаса та 25 % у Бічюнаса; водночас вона була депутатом міської ради Паланги.
У листопаді 2024 року Балтійська служба новин (BNS) опублікувала розслідування компаній Garnis і Emus, якими спільно володіють Палюцкас і Міндаугас Мілашаускас. BNS показало, що компанія Garnis, що займається зберіганням акумуляторів, у якій Палюцкас володіє 49 % акцій, купує літій-залізо-фосфатні батареї в Китаї. Генеральний директор Garnis Андрюс Аглінскас заявив, що продукти компанії все ще знаходяться на стадії прототипу, але не виключив, що кінцевий продукт може включати батареї з Китаю через відсутність аналогів європейського виробництва. Компанія Emus, що займається виробництвом побутової техніки, в якій Палюцкас має 51 % акцій, прагне реалізувати «політику нульового Китаю», але імпортує деякі компоненти з Китаю, що нібито становить менше 1 % закупівель сировини. Повідомлення з'явилися незабаром після того, як Палюцкас оголосив про свій намір нормалізувати китайсько-литовські відносини, які були розірвані Китаєм через підтримку попереднього литовського уряду відкриття представництва Тайваню у Вільнюсі.

## Особисте життя
Ґінтаутас Палюцкас одружений на Ільмі Палюцкас. У них двоє дітей. Станом на 2023 рік Палюцкас був другим найбагатшим членом Сейму з активами в 2,13 мільйона євро. Його родина володіє горіховим садом у Туреччині, а також земельною ділянкою в Бразилії.
Окрім рідної литовської мови, Палюцкас вільно володіє англійською, вільно володіє російською, а також на базовому рівні іспанською та португальською мовами. Серед його хобі риболовля, гра в баскетбол, розведення курей та качок. Палюцкас є членом Литовської спілки стрільців.
Автор кількох статей і політичних оглядів у національній пресі.